# Connie Price-Smith
Constance Marie Price-Smith (Saint Charles, 3 giugno 1962) è un'ex pesista e discobola statunitense.

## Biografia
In carriera ha vinto un argento ai mondiali indoor di Barcellona 1995 e due titoli panamericani nel 1995 e nel 1999.

## Palmarès
| Anno | Manifestazione      | Sede          | Evento           | Risultato | Prestazione | Note                                     |
| ---- | ------------------- | ------------- | ---------------- | --------- | ----------- | ---------------------------------------- |
| 1987 | Giochi panamericani | Indianapolis  | Lancio del disco | Bronzo    | 59,52 m     |                                          |
| 1987 | Mondiali            | Roma          | Lancio del disco | Finale    | nm          |                                          |
| 1988 | Giochi olimpici     | Seul          | Getto del peso   | 18ª (q)   | 17,09 m     |                                          |
| 1988 | Giochi olimpici     | Seul          | Lancio del disco | 16ª (q)   | 57,04 m     |                                          |
| 1989 | Mondiali indoor     | Budapest      | Getto del peso   | 10ª       | 17,47 m     |                                          |
| 1991 | Mondiali indoor     | Siviglia      | Getto del peso   | 7ª        | 18,59 m     |                                          |
| 1991 | Giochi panamericani | L'Avana       | Getto del peso   | Argento   | 18,30 m     |                                          |
| 1991 | Mondiali            | Tokyo         | Getto del peso   | 11ª       | 18,12 m     |                                          |
| 1992 | Giochi olimpici     | Barcellona    | Lancio del disco | 20ª (q)   | 58,66 m     |                                          |
| 1993 | Mondiali indoor     | Toronto       | Getto del peso   | 9ª        | 18,10 m     |                                          |
| 1993 | Mondiali            | Stoccarda     | Getto del peso   | 16ª (q)   | 18,09 m     |                                          |
| 1993 | Mondiali            | Stoccarda     | Lancio del disco | 19ª (q)   | 59,16 m     |                                          |
| 1995 | Mondiali indoor     | Barcellona    | Getto del peso   | Argento   | 19,12 m     | Miglior prestazione personale            |
| 1995 | Giochi panamericani | Mar del Plata | Getto del peso   | Oro       | 19,17 m     |                                          |
| 1995 | Mondiali            | Göteborg      | Getto del peso   | 9ª        | 18,72 m     |                                          |
| 1996 | Giochi olimpici     | Atlanta       | Getto del peso   | 5ª        | 19,22 m     |                                          |
| 1997 | Mondiali indoor     | Parigi        | Getto del peso   | 6ª        | 18,38 m     |                                          |
| 1997 | Mondiali            | Atene         | Getto del peso   | 5ª        | 19,00 m     |                                          |
| 1999 | Mondiali indoor     | Maebashi      | Getto del peso   | 4ª        | 18,82 m     |                                          |
| 1999 | Giochi panamericani | Winnipeg      | Getto del peso   | Oro       | 19,06 m     |                                          |
| 1999 | Mondiali            | Siviglia      | Getto del peso   | 11ª       | 17,89 m     |                                          |
| 2000 | Giochi olimpici     | Sydney        | Getto del peso   | 16ª (q)   | 17,42 m     |                                          |
| 2001 | Mondiali indoor     | Lisbona       | Getto del peso   | 10ª       | 17,41 m     | Miglior prestazione personale stagionale |

## Campionati nazionali
- 11 volte campionessa nazionale del getto del peso (1988, 1990, 1992/2000)
- 6 volte campionessa nazionale del lancio del disco (1987, 1989/1990, 1992/1994)
- 7 volte campionessa nazionale indoor del getto del peso (1991/1993, 1996, 1998, 2000/2001)